# Super Hang-On
Super Hang-On (スーパーハングオン?) è un videogioco arcade di tipo simulatore di guida di motociclette, pubblicato nel 1987 dalla SEGA. È il sequel del videogioco Hang-On; ideatore di entrambi, Yu Suzuki. Super Hang-On fu un grande successo in ambito arcade, grazie a giocabilità e grafica.
Nel 1989 il titolo fu pubblicato anche per altre piattaforme, tra cui Sega Mega Drive, Commodore Amiga, Atari ST, Mac OS, ZX Spectrum, Amstrad CPC e Commodore 64. Emulazioni della versione arcade sono state pubblicate per varie piattaforme più moderne, tra cui una versione per Virtual Console il 14 settembre 2010 in Giappone e il 3 maggio 2012 nel resto del mondo.

## Modalità di gioco
Il giocatore deve scegliere una delle quattro piste a sua disposizione, collocate in 4 continenti diversi, da cui prendono appunto nome: Africa, Asia, America ed Europa, elencate per difficoltà crescente (percorsi rispettivamente con 6, 10, 14 e 18 tappe). La visuale è sempre in terza persona, con la moto che rimane dunque visibile sullo schermo. Come in Hang-On, bisogna cercare di arrivare al traguardo senza fare scadere il tempo a disposizione: tra una tappa e l'altra vengono recuperati secondi bonus. Motociclisti controllati dal computer e ostacoli ai lati del percorso sono anche qui elementi d'intralcio. Un'innovazione è costituita dalla presenza di dossi e tratti in discesa. Completando la pista più difficile, cioè Europa, si ha un sorprendente finale, col protagonista del gioco che si rivela essere un gagliardo vecchietto e i giornalisti che svengono per lo stupore.
La versione per Mega Drive ha un'ulteriore modalità di gioco, una sorta di carriera dove il centauro può raccogliere denaro da sponsor e migliorare la moto.

## Colonna sonora
Le musiche portano la firma di tre compositori: Katsuiro Hayashi, Shigeru Ohwada e Koichi Namiki.